# Rockin'
Rockin' is een nummer van de Canadese zanger The Weeknd uit 2017. Het is de vijfde single van zijn derde studioalbum Starboy.
"Rockin'" is een vrolijk en dansbaar electropopnummer. Het werd in een aantal landen een bescheiden hitje. In Canada, het thuisland van The Weeknd, haalde het de 25e positie. In Nederland haalde het nummer de 6e positie in de Tipparade, en in Vlaanderen de 14e positie in de Tipparade.